# Джейкинс, Тадж
Тадж Джейкинс (англ. Tahj Jakins; родился 11 ноября 1975 года, Солт-Лейк-Сити, Юта, США) — американский футболист, защитник. Обладатель Кубка MLS.

## Биография

### Ранняя карьера
Уроженец Юты, вырос в Южной Калифорнии, где начинал играть в футбол в клубе «Норт-Хантингтон Бич». В 1993 году поступил в Калифорнийский университет в Лос-Анджелесе, выступал за университетскую команду. В последний год обучения был включён в первую сборную всех звёзд Первого дивизиона NCAA. В том же 1996 году он также сыграл в двух матчах за вторую сборную США, но так и не был вызван в основную команду.

### Профессиональная карьера
1 февраля 1997 года Джейкинс был выбран на Драфте MLS 1997 года под общим 1-м номером командой «Колорадо Рэпидз». Дебютировал 12 апреля в матче против «Ди Си Юнайтед», заменив на 83-й минуте Стива Триттшу. Первым результативным действием отметился также в игре со столичным клубом, отдав передачу на гол Давида Патиньо. В дебютном сезоне с клубом дошёл до Кубка MLS, но «Рэпидз» проиграли «Юнайтед».
7 апреля 2000 года был выставлен на вейвер; позже игрока подписал «Канзас-Сити Уизардс». Дебютировал 12 августа в игре с «Лос-Анджелес Гэлакси», выйдя в стартовом составе. В том же сезоне в составе клуба стал обладателем Кубка MLS. Однако большую часть 2000 года провёл в арендах, выступая за MLS Про-40 и клуб А-Лиги ЮСЛ «Роли Кэпитал Экспресс». В следующем году вернулся во второй дивизион, отправившись в аренду в «Питтсбург Риверхаундс». 17 ноября 2001 года «Уизардс» выставили Джейкинса на вейвер. После этого защитник завершил карьеру.

## Достижения

### Клубные
«Колорадо Рэпидз»
- Финалист Кубка MLS: 1997

«Канзас-Сити Уизардс»
- Обладатель Кубка MLS: 2000